# Edmond Mortimer (5e comte de March)
Pour les articles homonymes, voir Edmond Mortimer.
Titre
Comte de March et d'Ulster
20 juillet 1398 – 18 janvier 1425
(26 ans, 5 mois et 29 jours)
Edmond (V) Mortimer (6 novembre 1391 – 18 janvier 1425), 5e comte de March, 7e comte d'Ulster fut, bien que très jeune, brièvement héritier présomptif du roi Richard II d'Angleterre au trône d'Angleterre.

## Biographie

### Famille
Edmond est le fils de Roger Mortimer et d'Aliénor Holland († 1405), fille et cohéritière de Thomas Holland († 1397), comte de Kent.
Du côté de son père, Edmond descend directement d’Édouard III d'Angleterre par sa grand-mère, Philippa de Clarence, fille du second fils d’Édouard, Lionel d'Anvers. Comme il n’y a aucun successeur direct pour Richard II, le père d’Edmond, Roger Mortimer, est héritier au trône à partir de 1385.
La sœur aînée d’Edmond, Anne Mortimer, épouse son cousin Richard de Conisburgh, un autre descendant d’Édouard III, par son plus jeune fils, Edmond de Langley.

### Héritier du trône
Le père d’Edmond Mortimer meurt en Irlande le 20 juillet 1398. Mortimer, alors âgé de 6 ans, succède aux titres et propriétés de son père, et devient le nouvel héritier au trône.
Le 30 septembre 1399, Richard est déposé et la couronne usurpée par Henri Bolingbroke. Le jeune comte de March et son frère Roger sont mis sous surveillance par Henri IV, qui toutefois les traite honorablement.

### Révolte contre Henri IV
Leur captivité prend brièvement fin en 1405, quand Edmond, âgé de 14 ans, et son frère sont sortis du château de Windsor par les opposants à la maison de Lancastre, sous les ordres de Constance d'York. Leur oncle, Edmond Mortimer, et son beau-frère Hotspur sont à la tête des opposants avec Owain Glyndŵr. Les garçons sont bientôt recapturés, et en 1409 ils sont mis sous la surveillance d’Henri de Monmouth, Prince de Galles.

### Règne d'Henri V
Lors de l’accession au trône d’Henri V d'Angleterre, en 1413, le comte de March est remis en liberté et retrouve jouissance de ses propriétés, son frère Roger étant mort quelques années auparavant.
Il continue à avoir les faveurs du roi en dépit du complot de Southampton de 1415 qui vise à placer Mortimer sur le trône, et dans lequel son beau-frère et cousin, Richard de Conisburgh, 3e comte de Cambridge, joue un rôle important. Mortimer est approché par les conspirateurs très tardivement dans leurs préparatifs et après une période de dix jours informe le roi d’une menace contre lui. Cambridge est exécuté pour trahison.
Par la suite, Mortimer accompagne Henri V en France dans plusieurs campagnes de la Guerre de Cent Ans. Il ne combat pas à la bataille d’Azincourt, malade à ce moment, mais participe à la conquête de la Normandie et les autres campagnes qui mèneront à la signature du traité de Troyes. Quand Henri V meurt le 31 août 1422 et est remplacé par son fils d’un an Henri VI d'Angleterre, Mortimer devient membre du conseil de régence.

### Fin de vie
Mortimer est nommé lord lieutenant d'Irlande en mai 1423 (fonction que son père et son grand-père occupèrent également).
Mortimer meurt en Irlande de la peste noire en 1425 et est enterré au prieuré de Clare dans le Suffolk. Sa femme, Anne Stafford, fille d’Edmund Stafford, 5e comte de Stafford, ne lui donne pas de descendants. Les titres de comte de March et d’Ulster et ses propriétés passent donc à son neveu, Richard Plantagenêt. Lors de l’accession du fils de Richard au trône en 1461 comme Édouard IV d'Angleterre, les titres retournent à la couronne.

## Description par Shakespeare
Les événements de la vie d'Edmond Mortimer furent dépeints par William Shakespeare dans ses pièces Henry IV (première partie) et Henry VI (Shakespeare). Dans les pièces, Shakespeare fusionna en un seul personnage Edmond Mortimer et son oncle du même nom.

### Sources
- (en)Thomas Frederick Tout, « Edmund de Mortimer, fifth earl of March and third earl of Ulster », Dictionary of National Biography, vol. 39,‎ 1894